# Stelis loxensis
Stelis loxensis är en orkidéart som beskrevs av John Lindley. Stelis loxensis ingår i släktet Stelis och familjen orkidéer. Inga underarter finns listade i Catalogue of Life.